# Engdes (Adelsgeschlecht)

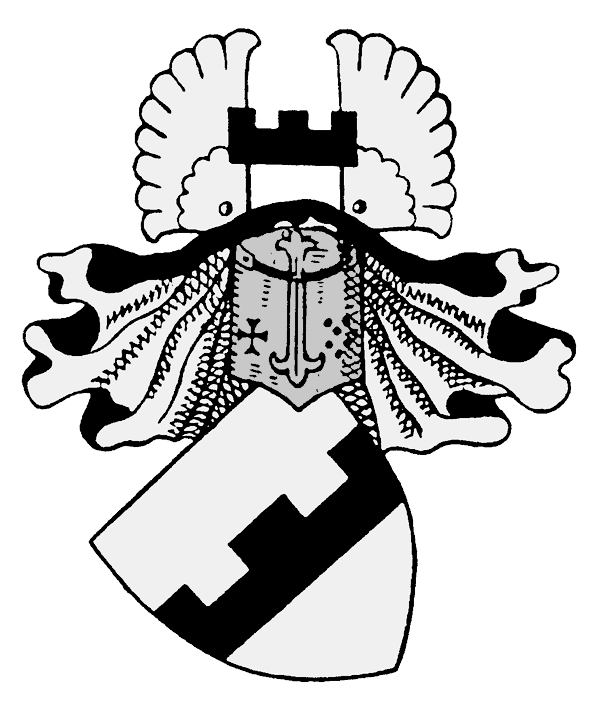
Wappen derer von Engdes

Engdes ist der Name eines alten deutsch-baltischen, im 18. Jahrhundert ausgestorbenen Adelsgeschlechts.

## Geschichte
Das Geschlecht erscheint erstmals im 13. Jahrhundert in dem damals dänischen Wierland, einer historischen Landschaft im Nordosten des heutigen Estland, und ist vermutlich deutsch-dänischer Herkunft. Die Engdes sind stammes- und wappenverwandt mit den Wrangel als auch mit den Löwenwolde († 19. Jh.). Als gemeinsamer Stammvater der Engdes und Wrangel wird dominus Eilardus (⚔ 1241), begütert auf Wrangalæ, dem späteren Wrangelshof angesehen.
Robertus de Engdis hat im Jahre 1277 Engdes in Estland besessen, wovon die Familie vielleicht ihren Namen nahm. Weiterhin hatten die Engdes im Mittelalter in Estland Arbafer, Katis, Kayafer, Linenputte, Poltzen, Warninge, und Wissuft in Livland in ihrem Besitz. Bedeutung erlangte vor allem das Haus Pöddes. Reinhold Engdes († vor 1558), Erbherr auf Wissuft, hatte durch Heirat mit Dorothea Kalff das Gut Pöddes, welches die Esten noch heute nach ihrer Familie benennen, an sich gebracht. Sein Enkel Hans Engdes († 1676), war Rittmeister, Mannrichter und Landrat in Estland. Dessen Sohn Reinhold von Engdes (* 1645; † 1702) war ebenfalls Mannrichter. Mit seinen Kindern findet das Geschlecht seinen Ausgang. Mit Hans von Engdes (* 1676; † 1725) erlischt der Mannesstamm, sein jüngerer Bruder Hermann Reinhold von Engdes (* 1680; ⚔ 1701), blieb vor Errestfer, er war schwedischer Quartiermeister und Mannrichter. Wissuft wurde daraufhin von den Schweden eingezogen und neu verlehnt. Von den sieben Schwestern starben drei unvermählt. Helene von Engdes (* 1677; † 1716) trug Pöddes ihrem Gatten, dem schwedischen Landrat Claus Gustav von Essen († 1740) zu.

## Wappen
Das Stammwappen zeigt auf silbernem Schild einen dreimal gezinnten schwarzen Balken (Mauer). Auf dem Helm mit schwarz-silbernen Decken der dreimal gezinnte schwarze Balken zwischen einem offenen silbernen Flug.